# Lista de termas de Portugal
Segue uma lista de termas existentes em Portugal, organizadas por distrito:

## Aveiro
- Termas da Curia
- Termas das Caldas de São Jorge
- Termas do Luso
- Termas do Vale da Mó

## Braga
- Caldas das Taipas
- Caldas de Vizela
- Caldas do Gerês
- Termas de Caldelas
- Termas do Eirogo

## Bragança
- Caldas de São Lourenço
- Termas de Vimioso (Vimioso)

## Castelo Branco
- Termas de Monfortinho
- Termas de Unhais da Serra

## Faro
- Caldas de Monchique

## Guarda
- Termas do Cró (Guarda)
- Caldas de Manteigas
- Termas da Longroiva
- Termas de Almeida
- Caldas da Cavaca

## Leiria
- Caldas da Rainha
- Termas de Monte Real
- Termas das Gaeiras ou Termas de Óbidos - anunciada a descoberta em Setembro de 2013, com características similares às águas do hospital termal das Caldas da Rainha mas bacteriologicamente mais puras. Está em curso o processo para a sua exploração[1].

## Lisboa
- Termas do Vimeiro (Torres Vedras)
- Termas do Estoril

## Portalegre
- Termas da Fadagosa de Arez
- Termas da Sulfúrea

## Porto
- Caldas da Saúde
- Termas de Entre-os-Rios
- Termas das Coalhadas de Baixo
- Termas de São Vicente

## Santarém
- Termas da Ladeira de Envendos

## Viana do Castelo
- Caldas de Monção
- Termas de Melgaço
- Termas das Caldas e Spa do Bom Sucesso e Boa Morte

## Vila Real
- Caldas de Chaves
- Caldas de Moledo
- Caldas de Carlão
- Termas de Carvalhelhos
- Termas de Pedras Salgadas
- Termas de Vidago

## Viseu
- Termas da Felgueira
- Termas de Alcafache
- Termas de Sangemil (Tondela)
- Termas de São Pedro do Sul
- Termas do Carvalhal